# La Fille sans homme
Pour plus de détails, voir Fiche technique et Distribution.
La Fille sans homme (Un marito per Anna Zaccheo) est un film italien réalisé par Giuseppe De Santis, sorti en 1953.

## Fiche technique
- Titre original : Un marito per Anna Zaccheo
- Titre français : La Fille sans homme
- Réalisation : Giuseppe De Santis
- Scénario : Giuseppe De Santis, Alfredo Giannetti, Salvatore Laurani, Elio Petri, Gianni Puccini et Cesare Zavattini
- Photographie : Otello Martelli
- Pays d'origine : Italie
- Genre : drame
- Date de sortie : 1953
- Affiche : Jean Mascii (France)

## Distribution
- Silvana Pampanini : Anna Zaccheo
- Amedeo Nazzari : le docteur Illuminato
- Massimo Girotti : Andrea Grazzi
- Umberto Spadaro : Don Antonio Percucoco
- Giovanni Berardi : Mr Zaccheo
- Enrico Glori : le propriétaire du cinéma
- Renato Terra
- Clara Bindi : Anna Zaccheo (voix) (non crédité)
- Carlo Pisacane (non crédité)